# Джієра
Джієра (рум. Giera) — село у повіті Тіміш в Румунії. Входить до складу комуни Джієра.
Село розташоване на відстані 416 км на захід від Бухареста, 43 км на південний захід від Тімішоари.

## Населення
За даними перепису населення 2002 року у селі проживали 685 осіб.
Національний склад населення села:
| Національність | Кількість осіб | Відсоток |
| -------------- | -------------- | -------- |
| румуни         | 315            | 46,0%    |
| угорці         | 242            | 35,3%    |
| серби          | 62             | 9,1%     |
| цигани         | 49             | 7,2%     |
| німці          | 14             | 2,0%     |

Рідною мовою назвали:
| Мова      | Кількість осіб | Відсоток |
| --------- | -------------- | -------- |
| румунська | 326            | 47,6%    |
| угорська  | 234            | 34,2%    |
| сербська  | 62             | 9,1%     |
| циганська | 49             | 7,2%     |
| німецька  | 11             | 1,6%     |